# Замок Марсвінсгольм (Швеція)
Марсвінсгольм (швед. Marsvinsholms slott) — замок XVII століття на території однойменного маєтку у волості Балкокра в комуні Істад, лен Сконе, Швеція. Замок розташований за 12 км на північний захід від центру міста Істад.

## Історія

### Ранній період

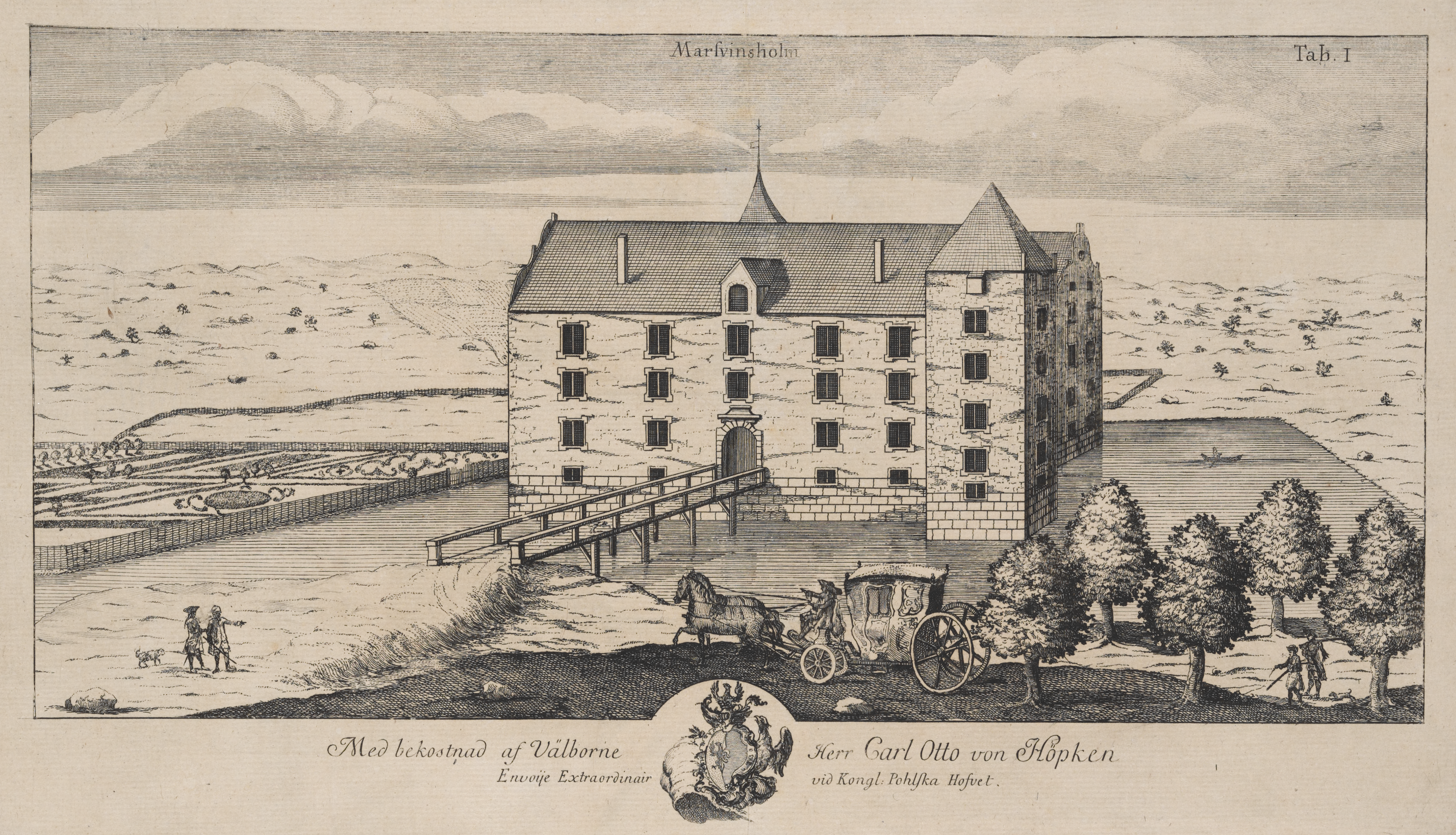
Замок Масвінсгольм на гравюрі 1680

Маєток на цьому місці вперше згадується в документах початку XIV століття під назвами Bosøe, Borsøe та Borsyø. Слід мати на увазі, що в ту епоху весь регіон Сконе належав данській короні.
У середині XVI століття маєток належав членам шляхетської родини Ульфельд. Близько 1630 маєток перейшов у власність знатної жінки на ім'я Отта Марсвін, яка збудувала резиденцію у вигляді замку і назвала його своїм ім'ям. Саме слово «марсвін» походить від данського (а також старошведського) «морська свиня». Пізніше маєток та замок перейшли від Отти до її онука Крістіана Урне.

### XVII—XVIII століття
Замок і маєток у наступні десятиліття неодноразово змінювали власників. В результаті успадкування та продажу маєток належав наступним знатним родам: Тотт, фон Кьоніґсмарк, Делагарді, Шеблад, Руут, Піпер, Торнергільм і Вагтмайстер.

### XIX століття

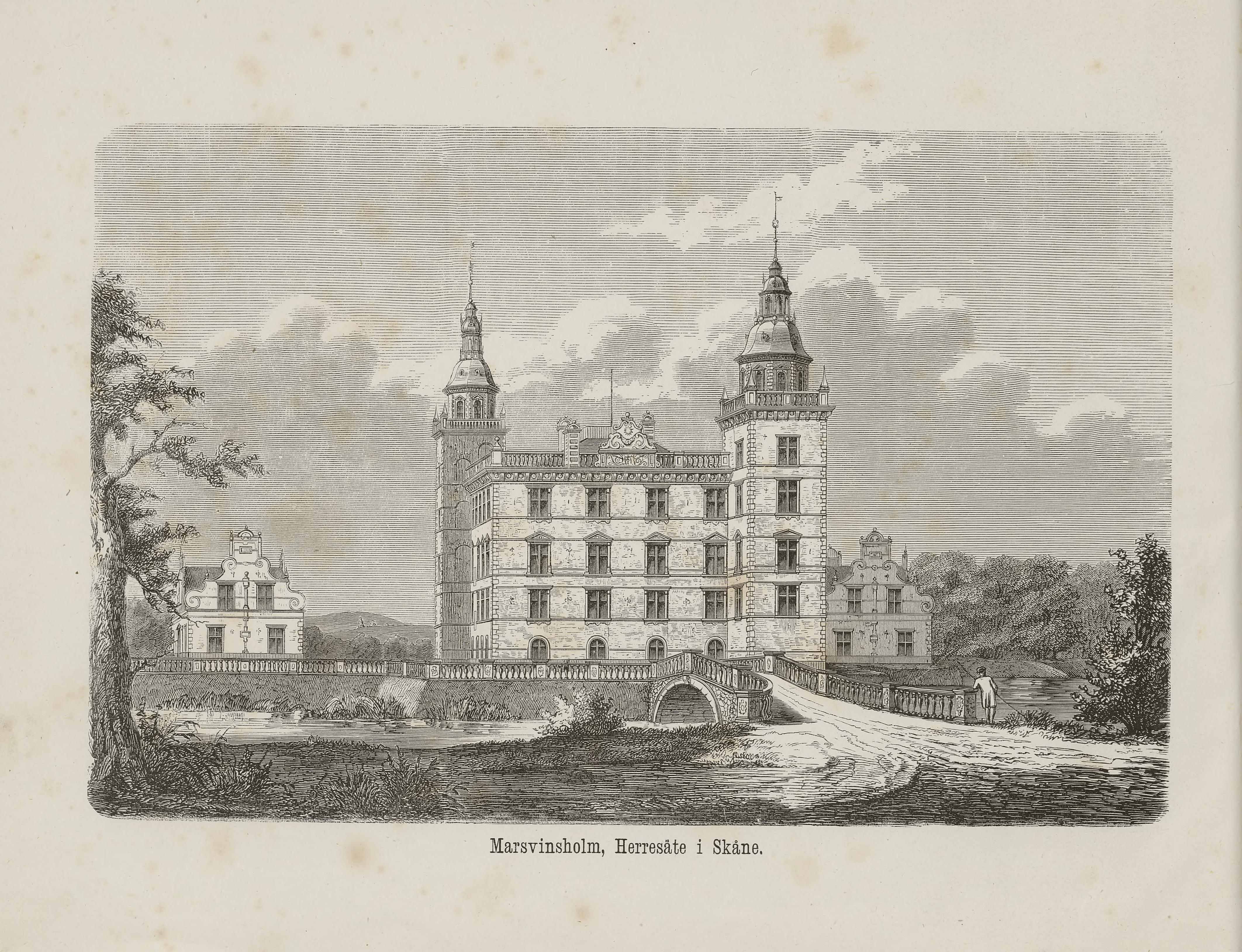
Замок Масвінсгольм на малюнку 1865 р.

До середини XIX століття власником замку був прем'єр-міністр граф Карл Вагтмайстер. Він продав маєток в 1854 барону Юлесу Стьєрнбладу. Донькою барона була графиня Іда Еренсвард. Її діти від першого шлюбу, Рутґер, Луїза та Мадлен Беннет, володіли замком до 1910 р.

### XX століття
У 1912 власником замку став данець Йоганнес Йоганнессен. Після його смерті комплекс успадкувала в 1938 донька Ганна Марґрет і її чоловік Йорґен Вендельбоє-Ларсен. Пізніше власником став їхній син Ерік. Ця людина продала Марвінсгольм у 1978 Бенґту Якобею. Нині замком володіє його син Томас Якобей.

## Опис
Замок був побудований в 1644–1648 рр. Отте Марсвін. Спочатку це був замок на воді, зведений на палях у невеликому озері на вбитих у дно дубових палях. Але пізніше частину водяної поверхні (з північного боку) засипали.
Комплекс має форму квадрата. Резиденція чотириповерхова, а до її північно-західного та південно-східного кутів прибудовані п'ятиповерхові вежі. Навколо замку розбитий парк.
У 1782–1786 рр. граф Ерік Руут провів ґрунтовну реконструкцію замку.
У 1856–1857 барон Юлес Стьєрнблад доручив данському архітектору Кристіану Цвінґману ретельно відреставрувати замок Марсвінсгольм і відтворити на фасадах стиль, характерний для епохи короля Кристіана IV.
Колись навколо замку було 99 ставків для розведення риб.

## Сучасне використання
Протягом тривалого часу, щоліта з 1996 по 2012 на сцені в замковому парку Ystads Stående Teatersällskap проводили театральні вистави просто неба. Причому для зручності глядачів із Мальме ходили тим часом спеціальні театральні поїзди, які доставляли глядачів на розташовану неподалік станцію Марсвінсгольм. Наразі поїзди тут зупинок не роблять. З 2013 року літній театр перейшов у власність Marsvinsholmsteater. Тепер глядачів із Мальме доставляє на вистави спеціальний автобус.
Влітку 2007 у замковому парку відкрилася виставка скульптур. З того часу експозиція оновлюється щороку.
З 2017 у замку на Великдень працює художня галерея. Цим проєктом займається організація Lundagalleriet Jäger & Jansson.

## Галерея

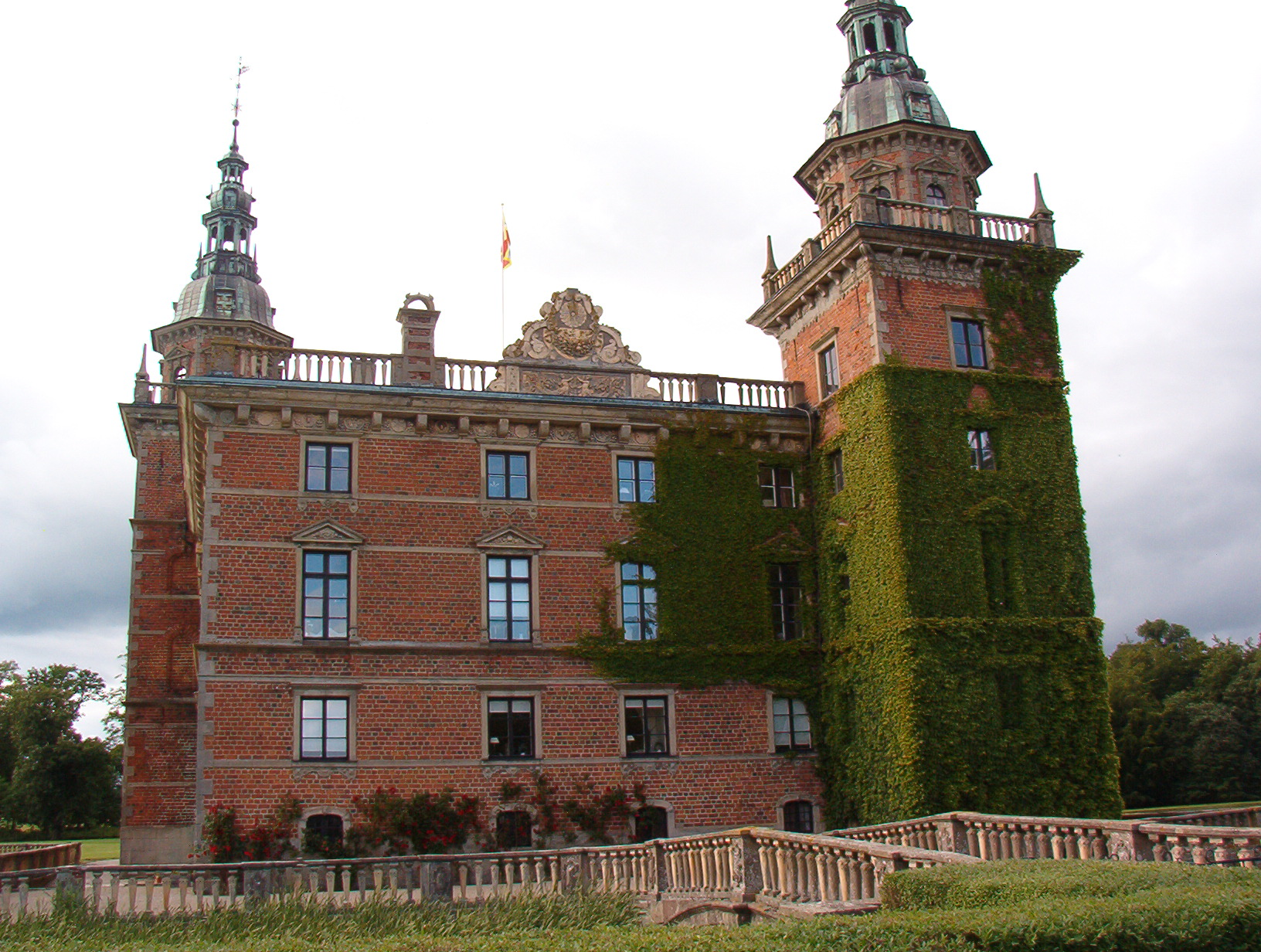
Вид замку з південного боку
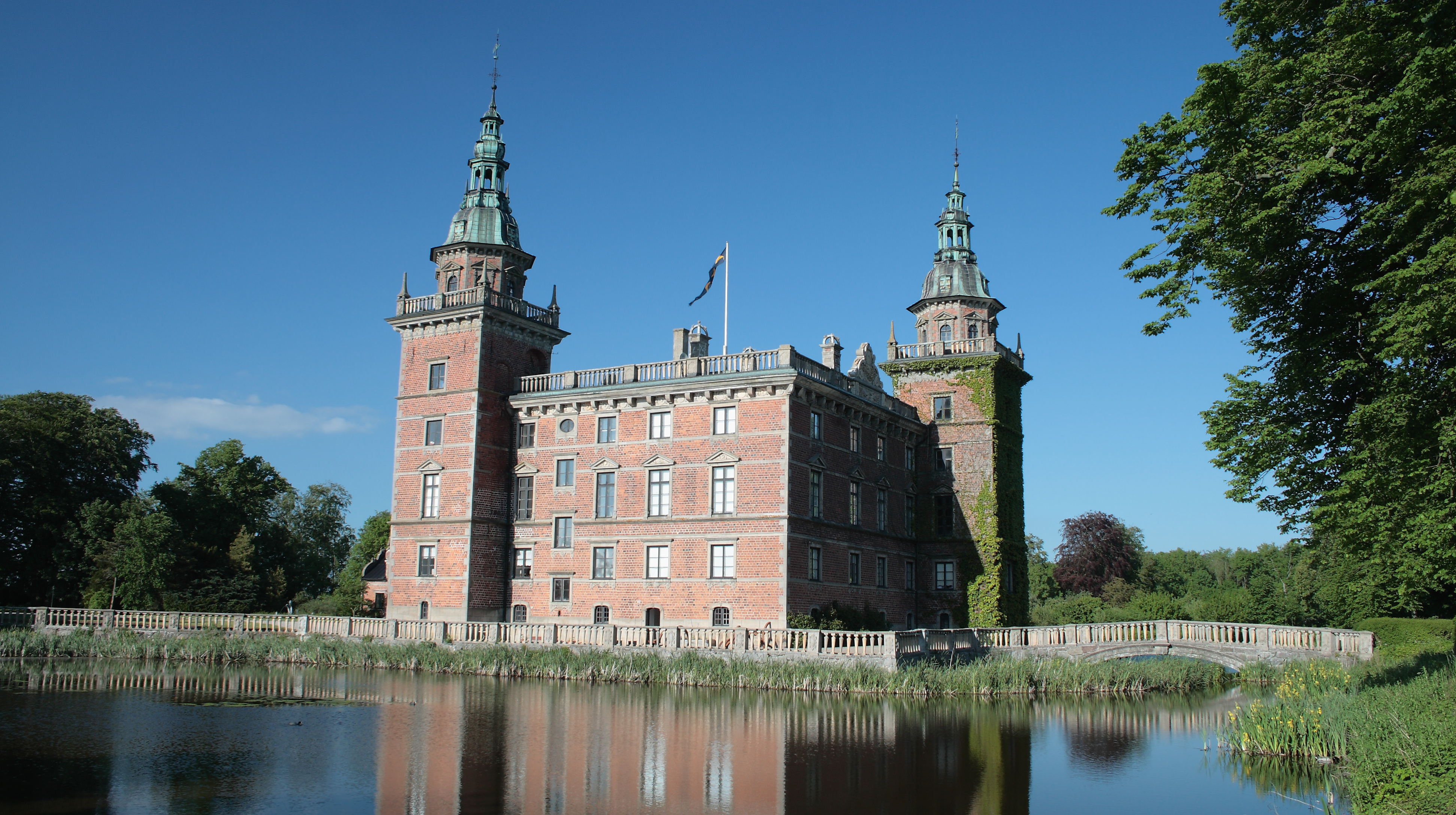
Замок із західної сторони
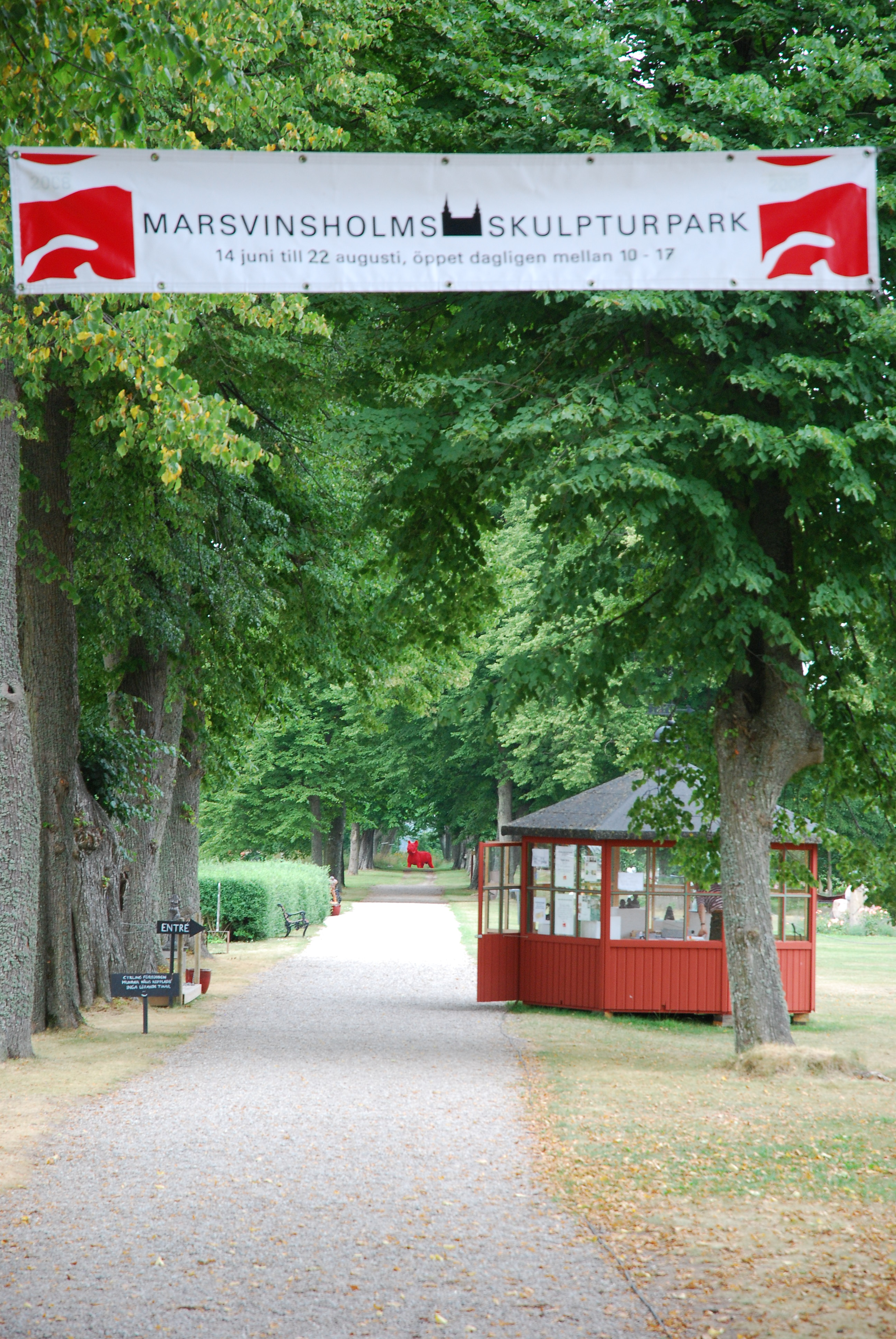
Вхід у парк скульптур